# はたごんぼ
はたごんぼ（畑牛蒡）は和歌山県橋本市西畑地区の伝統野菜。大ぶりなものは直径5センチメートルから10センチメートルに、長さは1メートルほどに育つが、特殊な品種というわけではない

## 概要
名称は、「西畑のゴボウ」の意である。橋本市西畑地区で古くから栽培されていたゴボウであり、大ぶりなものは直径5センチメートルから10センチメートルに、長さは1メートルほどに育つが、特殊な品種というわけではなく、急斜面の硬い赤土でゴボウを栽培することで大きく育つ。
収穫時には専用の長い鍬を使い、時間と手間をかけて収穫していたため、近隣では「西畑には婿にやるな」と言われるほどであった。
江戸時代から栽培が盛んであり、紀州藩の史書にも名物に挙げられると共に大阪へ販売され、農家ははたごんぼを売るだけで正月の準備ができるほどの収益があったとされる。しかしながら、特産として柿を栽培するようになると次第に減り、昭和初期には自家用で食す程度にしか栽培されなくなっていた。

## 復興
農家の高齢化が進み、耕作放棄地も増えてきた2008年、当時の農産物直売交流施設組合の組合長である岡本進がはたごんぼに目を付けて栽培してみたところ、思いのほか評判は良かった。しかしながら、特産品とするには収穫量が少なく、耕作地の確保、栽培に関する省力化、土壌改良といった収穫量拡大に対する課題があった。
2013年に和歌山県は当時、農機具の販売だけでなく、土作りから作物の栽培、収穫に至るまでの農作業を一貫して指導するプロジェクトに取り組んでいた井関農機に声をかけ、井関農機の「夢ある農業総合研究所」の研究員である尾山恵利子が勤務地の関東から何度も西畑に足を運び、土壌の分析、ゴボウに適した土作りに助力した。はたごんぼの種まき、育成、収穫の際には兵庫県内の井関農機グループ会社から農機具を運ぶなどして、栽培を支援し、10アールの敷地から約500キログラムのはたごんぼを収穫できた。収穫されたはたごんぼを大阪府のスーパーマーケットに持って行ったところ、まさに「持っていっただけ売れた」状態であり、農産物直売交流施設組合では2014年度には倍の20アール、2016年度は30アールに農地を拡大し、収穫量も1600キログラムから1700キログラムに増量となった。和歌山県はその後も橋本市と共に支援を続け、2015年にはゴボウ畑の近隣に加工場も備えた約100平方メートルの直売所「くにぎ広場」を新設した。
2015年3月には和歌山県が認定し推奨する優良県産品「プレミア和歌山」の大賞にあたる審査委員特別賞を受賞し、橋本市のふるさと納税への謝礼品にも加えられた。
ゴボウは連作障害を引き起こすため、同じ畑では2年しか連作が行えない。そのため、先を見越した耕作地探しや土地づくりが課題とされている。

## 利用
はたごんぼずし
はたごんぼの中心をくり抜いて、酢飯を詰めた料理。
農家の日常食として食べられていた料理である。